# 潘復

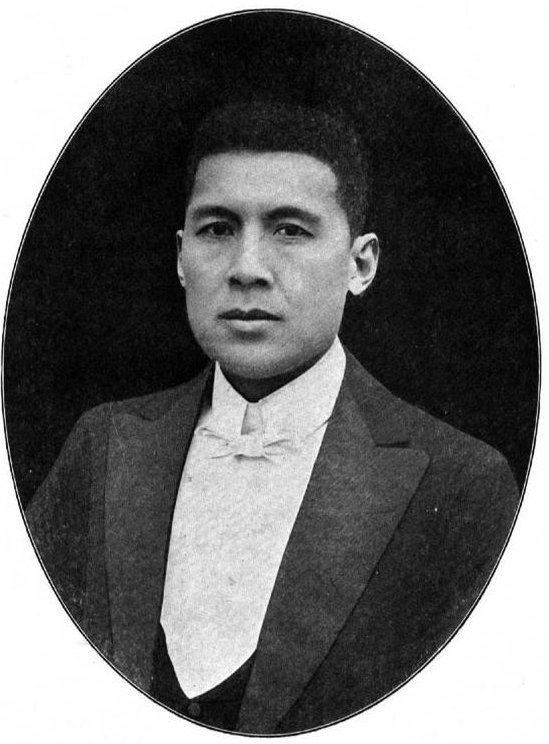
1920年代中期的潘复

潘复（1883年11月22日—1936年9月12日），字馨航，山东济宁（今山东省济宁市微山县）人，曾任张作霖安国军政府国务总理，北洋政府末代总理。
其父潘守廉为光緒十五年進士。清朝末期，潘复为举人，曾为济宁争铁路通车而赴京请愿。辛亥革命时任山西巡抚陆钟琦幕僚，陆殉职后，返乡。后到南京临时政府财政部谋一司员，又到江苏都督程德全府下任秘书。1913年程德全念佛后，潘先到关外投奔张作霖幕府，后被济宁同乡、山东都督周自齐任命为山东省实业司司长，同年11月任山东运河疏浚局筹备主任。曾为后任山东都督靳云鹏筹办济南鲁丰纱厂。
1915年山东人周自齐任财政部总长，以潘为参事。1916年5月出任全国水利局副总裁、署理总裁，后改任运河疏浚局副总裁。1919年出任北洋政府靳云鹏内阁财政次长兼盐务署署长、山东省筹账会会长。1921年底随靳云鹏内阁辞职，移居天津英租界。1925年张宗昌任山东军务督办时，委其为督署总参议。1926年4月奉系占领北京，10月潘出任顾维钧内阁财政总长。1927年1月改任交通部总长。6月18日张作霖成立中华民国安国军政府，當日任命潘复为国务总理，6月20日兼任交通总长。是北洋政府末任总理。
1928年12月29日，潘复在东北易帜中正式下野，下台后先后在大連、天津居住。1936年春患病渐重，6月，赴北平就医，9月12日，在北平逝世，终年53岁。

## 1927年潘复内阁
1927年6月20日成立。
國務总理潘复、外交總長王荫泰、内务总长沈瑞麟、财政总长阎泽溥、军事总长何丰林、司法总长姚震、教育总长刘哲、实业总长张景惠、农工总长刘尚清、交通总长潘复兼。

## 荣誉

### 中华民国勋章奖章
- 二等宝光嘉禾章（1919年10月15日批准[1]）